# Pteris gigantea
Pteris gigantea là một loài thực vật có mạch trong họ Pteridaceae. Loài này được Willd. miêu tả khoa học đầu tiên năm 1810.